# Чудениус, Андерс
Андерс Чудениус (швед. Anders Chydenius; 26 февраля 1729, Соткамо, Шведское королевство — 1 февраля 1803, Карлебю, Великое герцогство Финляндское) — шведско-финский священник и депутат риксдага от церкви, известный как самый крупный идеолог классического либерализма в истории Скандинавии.

## Биография
Родился в Соткамо, Эстерботтене, Швеция (ныне — северо-восточная Финляндия), в семье капеллана. Учился в Королевской академии Або под началом Пера Кальма — одного из «апостолов Линнея». Чудениус стал священником и впоследствии философом эпохи Просвещения. Он был избран как депутат от церкви в шведский риксдаг и работал там в 1765—1766 годах; принадлежал к партии «колпаков», которая захватила большинство в парламенте и фактическую власть над правительством, приняв в Швеции закон о свободы прессы — самый либеральный в мире на тот момент наряду с аналогичными в Англии и Республике Соединённых провинций. Выступая категорически против крайне интервенционистской политики меркантилизма, проповедовавшейся ранее преобладающей на протяжении десятилетий в парламенте партией «шляп», он был в конечном счёте вынужден уйти в отставку за свою критику проводимой верхушкой партии «колпаков» радикальной дерегуляции политики и её социальных и политических последствий.
После государственного переворота короля Густава III в 1772 году, который означал конец парламентского правления до следующего века, Чудениус ненадолго вернулся на видное место в политической жизни и работал над тем, чтобы увеличить гражданские свободы и экономическую свободу как часть доктрины Густава о просвещённом абсолютизме, и способствовал отмене пыток как средства допроса, ограничению применения смертной казни и легализации иммиграции католиков и иудеев в Швецию. Однако в конечном счёте из-за всё возраставшей самодержавной позиции короля и споров с ним Чудениус снова впал в немилость, вследствие чего он отошёл от политики, уйдя в частную жизнь, и поселился в Эстерботтене, где и умер в возрасте 73 лет.
Являясь сторонником экономического либерализма, свободы вероисповедания, свободы слова и иммиграции (он написал брошюру о невидимой руке за десять лет до публикации «Исследования о природе и причинах богатства народов» Адама Смита), он был одним из первых крупных философов либерализма.